# Edmonton-Sud-Ouest
Pour les articles homonymes, voir Edmonton (homonymie).
 (novembre 2023).
Si vous disposez d'ouvrages ou d'articles de référence ou si vous connaissez des sites web de qualité traitant du thème abordé ici, merci de compléter l'article en donnant les références utiles à sa vérifiabilité et en les liant à la section « Notes et références ».
Edmonton-Sud-Ouest fut une circonscription électorale fédérale de l'Alberta, représentée de 1988 à 2004.
La circonscription d'Edmonton-Sud-Ouest a été créée en 1987 avec des parties d'Edmonton-Sud et d'Edmonton-Ouest. Abolie en 2003, elle fut redistribuée parmi Edmonton—Leduc, Edmonton—Spruce Grove et Edmonton-Centre.

## Géographie
En 1987, la circonscription d'Edmonton-Sud-Ouest comprenait :
- Une partie de la ville d'Edmonton délimitée par le chemin Stony Plain (101e avenue), 149e rue, le ravin MacKinnon, la rivière Saskatchewan Nord, le ruisseau Whitemud, la promenade Whitemud, la 122e rue, 119e rue, 34e avenue, 1re rue, le ruisseau Blackmud, 9e avenue et la voie ferrée du Canadien Pacifique.

## Députés
1. 1988-1993 — Jim Edwards, PC
2. 1993-2000 — Ian McClelland, PR (1993-2000) & AC (2000)
3. 2000-2004 — James Rajotte, AC (2000-2003), PC (2003-2004) & PCC (2004)

- AC = Alliance canadienne
- PC = Parti progressiste-conservateur
- PCC = Parti conservateur du Canada
- PR = Parti réformiste du Canada